# Pharyngealia

Pharyngealia einer Muräne

Unter den Pharyngealia versteht man jene Teile des Kiemenbogenskeletts (s. auch Pharyngealbogen) der Fische, insbesondere der Actinopterygii, die im Laufe der Evolution immer mehr darauf spezialisiert wurden, dem Transport der Nahrung durch den Pharynx (Kiemendarm, „Schlund“) sowie oft deren Bearbeitung zur besseren Verdauung (als „Kauapparat“) zu dienen.

## Phylogenetische Entwicklung

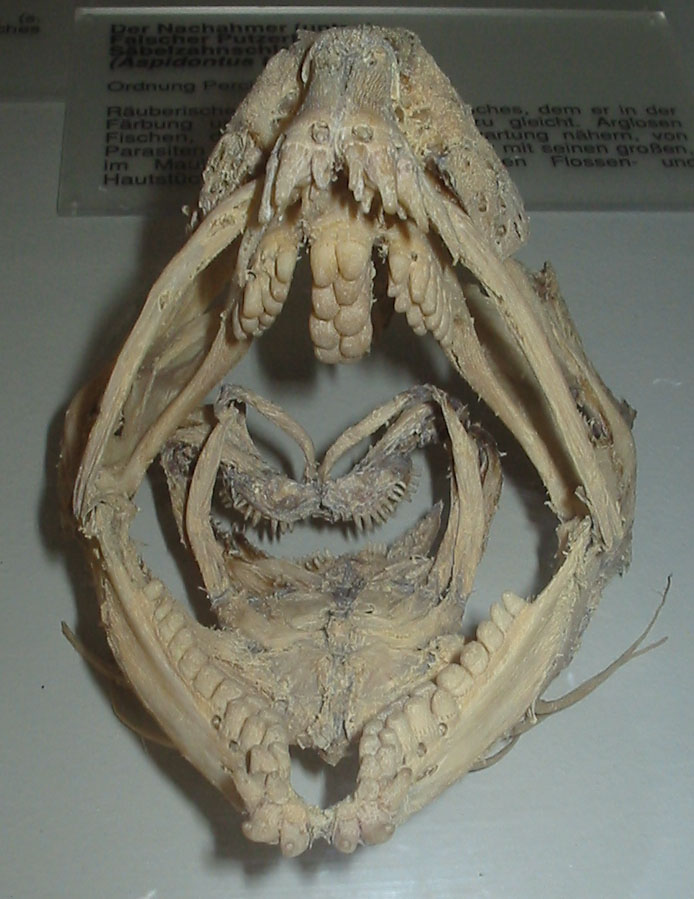
Schädel von Anarhichas (Seewolf). Man sieht am oberen Mundrand das paarige Praemaxillare (Zwischenkieferbein) mit den „Reißzähnen“ (zum Abreißen festgesponnener Muscheln) und dem fast zahnlosen Seitenast; dahinter im Munddach medial („zur Mitte hin gelegen“) die Quetschzähne auf dem unpaaren Vomer und lateral davon („zur Seite gelegen“) die auf den Palatina. Als Antagonisten zu den Zähnen auf diesen fünf Knochen wirken die Reiß- und Quetschzähne des (paarigen) Dentale (im Unterkiefer). Weiter hinten (innen) die oberen und unteren Pharyngealia mit kleineren Zähnen, die das Weichtier durch den Schlund transportieren.

Man kann deutlich zwei Schritte der Entwicklung unterscheiden. Zuerst entwickelt der hinterste Bogen („fünfter Kiemenbogen“) ventral eine entsprechende Bezahnung (ab Devon); ab der Jura aber entwickelt sich auch dorsal an den Kiemenbögen II bis IV ein komplizierter muskulöser Apparat (mit den bezahnten Pharyngobranchialie II-IV; das Phbr. I dient als Pleuel für den ganzen Apparat), der es ermöglicht, Beute viel rascher und effizienter zu verschlingen. Insbesondere ist dabei ein langer (paariger) Muskel von der Wirbelsäule von Bedeutung: der Retractor pharyngealium dorsalis (C. Holstvoogd 1965), der aus der Ösophagus-Muskulatur entsteht.
Damit die Kiemenbögen zum Schlingen koordinierte Bewegungen (wie ein Pantograph) ausführen, ist es nötig, dass die dorsalen („rückenseits“) Knochen-Elemente (Epibranchialia) gegeneinander gerichtete Fortsätze ausbilden (die Processus uncinati). Bei den Acanthopterygii ist dies der Fall, in ähnlicher Weise (autapomorph) aber auch schon beim Schlammfisch, bei Muränen, Karpfen u. a. Bei den Muränen können die Pharyngealia so weit nach vorne bewegt werden, dass sie mit den Kiefern gepackte Beute übernehmen oder aber aus ihr Stücke reißen bzw. einen angegriffenen Feind verwunden können.
Die erwähnten ventralen Pharyngealia wirken zunächst beim Schlingen und „Kauen“ gegeneinander oder aber, bei Karpfenfischen, auch gegen eine Kauplatte an der Schädelbasis. Sind aber auch dorsale Pharyngealia vorhanden, so wirken sie mit den ventralen zusammen, die nun zur Verstärkung ihrer Leistung verwachsen (Lippfische) oder verschmelzen (Kugelfische) können. Selten fehlen alle Pharyngeal-Zähne (Störe, Gonorynchiformes, Gyrinocheilidae), aber noch seltener auch alle Pharyngealia (Flösselhecht).